# Sekai no chūshin de, ai o sakebu (film)
Sekai no chūshin de, ai o sakebu (世界の中心で、愛をさけぶ?), in inglese conosciuto come Crying Out Love in the Center of the World, è un film del 2004 diretto da Isao Yukisada.
Si tratta della prima trasposizione filmica del romanzo di Kyōichi Katayama Gridare amore dal centro del mondo, divenuto best seller in patria vendendo più di tre milioni di copie.
Grazie al successo ottenuto è stato immediatamente seguito da un dorama prodotto e mandato in onda quello stesso anno, con Takayuki Yamada e Haruka Ayase che interpretano i ruoli dei due protagonisti.

## Trama
Sulle coste del paese sta per abbattersi un tifone di notevole potenza e ciò fa tornare di colpo alla mente a Sakutaro tutto quel ch'è accaduto 17 anni prima, ai tempi del liceo; sceglie così di partire improvvisamente per il paese dove ha trascorso la giovinezza e visitar la sua vecchia scuola oramai chiusa.
Nel frattempo una giovane donna di nome Ritsuko ritrova casualmente nella tasca di un maglioncino che indossava da bambina una cassetta audio; anche lei tutto ad un tratto viene riportata indietro nel tempo a rivivere quei giorni.
Fonte di nostalgia ma anche d'inquietanti ricordi, la regione di Shikoku dov'è la casa dei suoi genitori, il negozio di foto del nonno ed il liceo frequentato da Saku assieme ad Aki. La memoria compie un velocissimo viaggio indietro nel tempo, fino a quell'estate di metà anni ottanta, quando i due ragazzi frequentano come compagni di classe il 2º anno delle superiori.
Aki si rivela immediatamente (pensa Saku) fuori dalla sua portata, essendo lui troppo nella media come tipo fisico.
Aki però, oltre ad essere molto bella è anche molto sensibile ed intuisce subito l'interesse che il ragazzo incomincia a provare nei suoi confronti, si fa così avanti; iniziano a frequentarsi e Saku l'accompagna in giro con la sua Piaggio Vespa, felicissimo di poter star vicino a colei che ama. Si scambiano delle cassette audio che ognuno registra raccontando di sé e poi consegna all'altro, come fossero vere e proprie pagine di diario.
Riescono, grazie all'aiuto d'un amico compiacente, a passare una giornata romantica da soli nell'isoletta deserta di fronte alla baia.
Giungerà presto purtroppo la rivelazione che la ragazza ha una gravissima forma di leucemia, che la costringe presto a vivere chiusa in ospedale: ora le cassette registrate le affida alla sorellina Ritsuko, la quale ha il compito di consegnarle puntualmente a Saku. L'ultima però non riesce a dargliela, in quanto la bambina nella fretta ed in mezzo ad un temporale non si accorge di un'auto mentre attraversa la strada e viene investita, rimanendo così storpiata per sempre ad una gamba.
Saku cercherà d'esaudire il grande desiderio della vita di Aki, quello di poter vedere il cielo dalla cima dell'Uluru, il grande picco roccioso che per gli aborigeni australiani corrisponde al centro del mondo. Purtroppo non vi riuscirà, difatti muore mentre è in sala d'aspetto all'aeroporto, attendendo con Saku di partire: neanche la fuga dall'ospedale è poi servita a molto. Non sono potuti partire a causa di un tifone che s'era scatenato sulla regione bloccando tutti i voli in partenza.
Oggi, dopo molti anni, Saku conserva ancora le ceneri della sua amata e, finalmente, trova la forza di andare in cima all'Uluru a disperderle, gridando nel contempo tutto il suo amore per Aki.

## Personaggi
- Sakuntaro Matsumoto: affermato uomo d'affari trentenne ma interiormente insoddisfatto ed emotivamente tormentato
- Ritsuko: venticinquenne affetta da zoppia, causata da un incidente stradale occorsole quand'era ancora bambina